# Mercedes-Benz M22
Con la sigla Mercedes-Benz M22 (o anche Daimler-Benz M22) si intende una piccola famiglia di motori a scoppio prodotti fra il 1932 ed il 1934 dalla Casa tedesca Daimler-Benz per il suo marchio automobilistico Mercedes-Benz.

## Profilo e caratteristiche

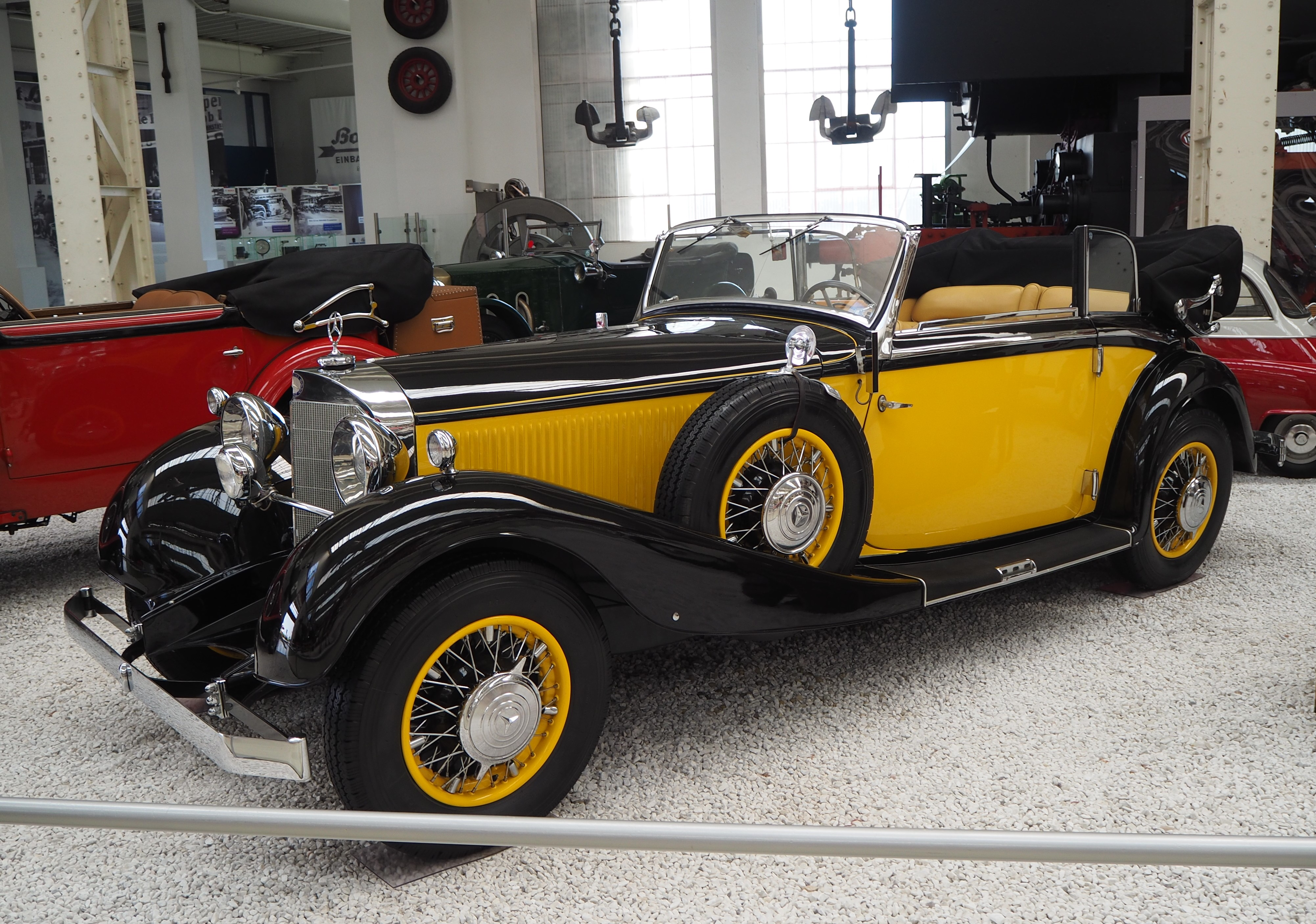
La maggior parte dei motori M22 è stata montata sotto il cofano delle Mercedes-Benz 380 e 380K

È una famiglia di motori piuttosto piccola, composta da due unità motrici che si pongono leggermente al di sopra dei motori M10. Durante la sua carriera, la famiglia di motori M22 ha conosciuto alcune evoluzioni tecniche, prima fra tutte quella della distribuzione, passata dalla configurazione a valvole laterali a quella a valvole in testa. Nella prima configurazione, il motore era noto con la sigla M19, che viene solitamente incluso nella famiglia M22. In generale, le caratteristiche dei due motori M22 sono le seguenti:
- architettura ad 8 cilindri in linea;
- basamento e testata in ghisa;
- monoblocco di tipo sottoquadro;
- distribuzione OHV ad asse a camme laterale (tranne per il motore M19);
- alimentazione a carburatore.

Di seguito vengono illustrate le caratteristiche dei due motori componenti la piccola famiglia M22. Si tenga presente che, a parte il motore M19, gli altri motori sono stati montati sulle diverse varianti della Typ 380 W22 prodotta dal 1933 al 1934. Tutti i motori M22, quindi, hanno trovato applicazione solamente in tale ristretto arco di tempo.

### Versione da 3.8 litri
Questa versione possiede  misure di alesaggio e corsa, pari a 78x100 mm, per una cilindrata di 3823 cm³. 

Questo motore è stato proposto in quattro varianti, due delle quali sovralimentate da compressore volumetrico.

#### M19 ed M19 II: varianti da 80 ed  85 CV
Queste due varianti aspirata sono state in pratica l'anello di congiunzione tra il 3.7 M10 ed il 3.8 M22, rispetto ai quali risultava meno prestante. Tali motori erano caratterizzati da un rapporto di compressione pari a 6:1, erogando una potenza massima di 80 o 85 CV (a seconda del modello su cui era montato) a 3200 giri/min. La sottovariante da 80 CV, denominata semplicemente M19, è stata montata sulla Mercedes-Benz W10 Typ 380 Mannheim (1932-33), mentre quella da 85 CV, la cui sigla era M19 II, ha trovato applicazione sulla Mercedes-Benz W19 Typ 380 Mannheim (anch'essa prodotta nel periodo 1932-33).

#### Variante da 90 CV
Questa variante era simile alla precedente, che sostituiva, ma erogava 90 CV a 3200 giri/min. La distribuzione non era più a valvole laterali, ma a valvole in testa con asse a camme laterale, mentre il rapporto di compressione era di 6:1. Questo motore è stato montato sulla Mercedes-Benz W22 Typ 380.

#### Variante da 120 CV
Questa variante è basata sull'unità da 90 CV, ma integra un compressore volumetrico Roots. grazie al quale la potenza massima lievita a 120 CV a 3600 giri/min. Il rapporto di compressione scende a 5.54:1. Questo motore è stato montato sulla Mercedes-Benz W22 Typ 380 K.

#### Variante da 140 CV
L'ultima evoluzione del 3.8 litri M22, siglata M22K, è anch'esso sovralimentato tramite compressore volumetrico, raggiunge 140 CV ed ha trovato applicazione sulla Mercedes-Benz W22 Typ 380 K.

### Versione da 4 litri
Questa motorizzazione, siglata M22I, non era che una variante rialesata del 3.8 litri sovralimentato appena illustrato. La cilindrata raggiunge 4019 cc grazie al passaggio da 78 ad 80 mm nel diametro dei cilindri. La potenza massima, invece, raggiungeva 144 CV a 3600 giri/min. Questo motore è stato utilizzato anch'esso sulle Typ 380K.